# Wroughtonia undulata
Wroughtonia undulata – gatunek błonkówki  z rodziny męczelkowatych i podrodziny Helconinae.
Gatunek ten opisali po raz pierwszy Khuat Dang Long, Cornelis van Achterberg, James M. Carpenter i Nguyen Thi Oanh w 2020 roku. Opisu dokonali na podstawie trzech samic, odłowionych w maju 1998 roku do pułapki Malaise'a w Huong Son na terenie wietnamskiej prowincji Hà Tĩnh.
Błonkówka ta ma ciało o długości 8–9,7 mm, przednie skrzydło o długości 6,4–8 mm i oraz osłonkę pokładełka o długości 4,4–4,6 mm. Ubarwiona jest głównie ciemnobrązowo. 34- lub 35-członowe czułki są brązowe z kremowobiałymi członami od 10. do 22. lub 23. Głaszczki są żółtawe. Długość głaszczków szczękowych jest 1,6 raza większa niż głowy. Czoło cechuje się blaszkowatym guzkiem niższym niż boczne listewki czołowe. Głowa patrząc od góry jest 1,6 raza szersza niż długa. Wysokość oczu złożonych jest 1,45 raza większa od wysokości skroni. Długość mezosomy jest 1,65 raza większa niż jej wysokość. Na przedzie notauli są z rzadka powykrawane, zaś ku tyłowi zlewają się z rejonem pomarszczonego oskórka. Powierzchnia pozatułowia jest skórzasta na areoli i pomarszczona po bokach. Skrzydła mają żółtą błonę oraz brązowe żyłki i pterostygmę. Użyłkowanie przedniego skrzydła cechuje się żyłką 3-SR równą połowie długości żyłki radialnej oraz żyłką 2-M 3,4 raza dłuższą niż 3-SR. Z kolei w skrzydle tylnym długość żyłki 1-M wynosi 0,3 długości pierwszej żyłki radialno-medialnej (1r-m). Na krawędzi tylnego skrzydła występują trzy lub cztery zaszczepki. Odnóża przedniej i środkowej pary są żółte z białawożółtymi stopami, zaś tylnej pary mają żółte biodra, krętarze i krętarzyki, żółto-brązowe uda i golenie oraz białawożółte stopy. Tylne uda są przysadziste, zaopatrzone na spodzie w tęgi guzek i piłkowanie, a nie licząc tychże 3,2 raza dłuższe niż szerokie. Metasoma ma pierwszy tergit żółty, zaś pozostałe w odcieniach brązu. Grzbietowe żeberko na pierwszym tergicie sięga do jego wierzchołkowego brzegu.
Owad orientalny, znany wyłącznie z lokalizacji typowej w północno-środkowym Wietnamie.